# Maō-sama, Retry!
Maō-sama, Retry! (魔王様、リトライ! Maō-sama, Ritorai!?, lit. ¡Señor Demonio, vuelve a intentarlo!), también conocida como Demon Lord, Retry! en inglés, es una serie de novelas ligeras japonesas escritas por Kurone Kanzaki e ilustradas por Kōji Ogata (primera edición) y Amaru Minotake (segunda edición). La serie comenzó a serializarse en línea en 2016 en el sitio web de publicación de novelas generado por Shōsetsuka ni Narō, así como en el sitio web Hameln. Más tarde fue adquirido por Futabasha, que ha publicado la serie desde junio de 2017 bajo su sello Monster Bunko.
Una adaptación al manga con ilustraciones de Amaru Minotake ha sido serializada a través de la editorial Web Comic Action de Futabasha desde octubre de 2017. J-Novel Club obtuvo la licencia de la serie de manga y novelas ligeras para su lanzamiento en inglés en julio de 2019, y el primer volumen traducido al inglés se publicó en noviembre de 2019. Su continuación del manga original, Maō-sama, Retry! R fue lanzado el 30 de julio de 2020.
Una adaptación de la serie de televisión de anime de Ekachi Epilka se emitió del 4 de julio al 19 de septiembre de 2019. El episodio 12 terminó diciendo: "¡Continuará!". Una adaptación al anime del manga Maō-sama, Retry! R, producida por Gekkō, se emitió de octubre a diciembre de 2024.

## Sinopsis
Mientras Akira Ōno se prepara para cerrar los servidores de su creación, el videojuego multijugador masivo en línea (VRMMORPG) Infinity Game, de repente, se encuentra en el cuerpo de su personaje, el Señor Demonio Hakuto Kunai, después de un evento inexplicable. El nuevo mundo en el que se despierta parece estar ambientado dentro de Infinity Game, pero con algunas diferencias. Encuentra y convoca a varios compañeros que se unen a él en sus viajes, y su reputación como "Señor Demonio" se extiende por todo el mundo, convirtiéndolo en un objetivo. Finalmente, Ōno / Kunai se encuentra teniendo que lidiar con los problemas sociológicos del Reino de la Luz Sagrada y el culto satanista que se opone a él, mientras continúa con su misión de descubrir por qué y cómo fue convocado.

## Personajes

### Principales
Hakuto Kunai (九内 伯斗 Kunai Hakuto?) / Akira Ōno (大野 晶 Ōno Akira?)
Seiyū: Kenjirō Tsuda, Héctor Estrada (español latino)
Es el creador de Infinty Game y ha sido su administrador durante 15 años seguidos. Tiene una apariencia promedio y sin pretensiones que cree que Dios no existe; en lugar de eso, parece perfectamente normal. A través de miles de horas de juego, se ha vuelto extremadamente experimentado en su trabajo, y como un adulto empleado funcional tiene excelentes habilidades de actuación que usa para mantener la apariencia de su personaje, el autoproclamado Señor Demonio Hakuto Kunai. Al ser convocado al mundo del juego, Akira toma la apariencia de un hombre alto con ojos negros y afilados, cabello largo estilo redneck de color negro y la vestimenta de un jefe de la mafia. Él fuma cigarrillos constantemente, lo que le hace reforzar la imagen de un gánster, y es bastante sociable, pero se vuelve tímido con las mujeres. No le gusta ser acusado por sus acciones que cometió y prefiere evitar la violencia lo antes posible, pero no se reprimirá si siente que sus acciones están justificadas. Dado que Akira comparte un cuerpo con la personalidad original de Kunai, también puede ser bastante brutal con sus enemigos, un lado al que el anillo mágico obtenido de un ídolo al que preguntó intenta apelar. Como Señor Demonio, cuenta con altos niveles de durabilidad, fuerza física y numerosas técnicas, pero sin resistencia mágica, ya que señala que la magia no era una mecánica adecuada en el Infinity Game original. Obtiene puntos de habilidad por matar enemigos, que puede gastar para crear elementos fuera del hammerspace, invoca a unos de sus 8 personajes no jugables para que lo ayuden o desbloquea más acciones del administrador. Su objetivo actual es encontrar la mayor cantidad de información posible sobre quién, por qué y cómo fue convocado, y si puede regresar a casa. Al igual que Akira, Kunai también es ateo, aunque esto se debe a que se considera un dios. Su diseño en las novelas ligeras y en el manga presenta pupilas abiertas, y la forma de su mentón y su cabello no son tan largos.
Aku (アク?)
Seiyū: Kanon Takao, Ale Pilar (español latino)
Es una niña de 13 años con cabello rubio corto, apariencia andrógina y ojos heterocromáticos, uno rojo y otro verde. Su largo flequillo cubre el lado izquierdo de su rostro, sobre su ojo verde. Ella es la primera amiga que hace Kunai una vez dentro del juego, incapaz de caminar bien debido a una pierna derecha infectada. Aku quedó huérfana a causa de una enfermedad a una edad temprana, y este estado, junto con sus ojos inusuales, llevó a otras personas de su aldea a acosarla y abusar de ella, obligándola a realizar los peores trabajos de la aldea, como la eliminación de desechos; ella no se quejó porque solo quería ayudar. Cuando apareció el Rey Demonio Greol y exigió sacrificios humanos de las aldeas cercanas, Aku fue expulsada para ser asesinada, pero huyó hasta que Kunai la salvó y se convirtió en su compañera. Inicialmente manteniéndola para la exposición sobre el mundo que lo rodeaba, Kunai llegó a ver a Aku como una figura hija con el tiempo. Al principio, dudaba de la hospitalidad de Kunai, porque su mala educación la había condicionado a creer que no merecía semejante lujo, pero después de darle varios baños, refugio, comprar comida y ropa y curar su pierna, ha venido a ver al Señor Demonio como la persona más amable que ha conocido, constantemente afirma que sus actos son como los de los sueños, y con quien ella quiere quedarse, sin importar si es malvado o no. El nombre de Aku significa "malvado" en japonés, del cual Kunai nota la ironía. Su diseño en el anime le da un cabello algo más largo que las novelas ligeras y en el manga, pero por lo demás es similar.
Luna Elegant (ルナ・エレガント Runa Ereganto?)
Seiyū: Kaori Ishihara, Paola Echeverría (español latino)
Es una niña de 16 años con cabello y ojos color de rosa. Siendo la más joven de las Santas Doncellas en el Reino de la Luz Sagrada, respeta a sus hermanas mientras está en su presencia, pero está decidida a superarlas algún día a ambas. Su talento natural y altos niveles de poder mágico la han convertido en egocéntrica y narcisista con una opinión inflada de sus propias habilidades, aunque cuando se enfrentó a su primera pelea real, su falta de experiencia la dejó incapaz de tomar decisiones rápidas y rápidamente lo hizo, y vergonzosamente fue derrotada por Kunai. También ha descuidado su propia provincia, dejando que la Iglesia la administre por ella en un estado mínimo, hasta que Kunai decide convertirla en un centro turístico para generar ingresos de los nobles. Después de desarrollar una relación tsundere con Kunai, decidió seguir viajando con él, a menudo poniéndose celosa cuando él presta atención a otras chicas. Se hace amiga de Aku rápidamente y la trata como a una hermana pequeña. Inicialmente vistiendo un hábito monástico acorde con su título, Kunai más tarde la hace usar un uniforme escolar para evitar que se destaque. En las novelas ligeras y en el manga, su diseño era más simple, decorado con alfileres en forma de cruz en su cabello y vestido con volantes, y el velo ausente; este diseño fue compartido entre las otras Santas Doncellas.

### Doncellas Santas
Killer Queen (キラー・クイーン Kiraa Kuiin?)
Seiyū: Haruka Tomatsu, Lulú Arruti (español latino)
Es la hermana mediana de 17 años de las Santas Doncellas, aunque su personalidad agresiva y vulgar es más apropiada para su nombre que para el título. Ella es una belleza salvaje por lo demás, con ojos color ámbar, cabello dorado trenzado desordenado que le llega hasta los tobillos, una figura voluptuosa y con un vestido corto blanco y azul con leggings negros y botas doradas. En lugar de una Santa Doncella, Queen es una guerrera que prefiere la línea del frente, montada en un carro de guerra. Tiene gran habilidad y sentido común en el combate cuerpo a cuerpo, usando una variedad de armas cuerpo a cuerpo. Su comportamiento áspero cambia por primera vez al ver aparecer a Zero Kirisame y golpear sin esfuerzo a una gran cantidad de satanistas y despejar el miasma de Hades que la estaba debilitando. Debido a que Zero fue el primer hombre en tratarla como una dama adecuada, desde entonces ha dedicado su vida a encontrar y estar con Zero, hasta el punto de la obsesión. En las novelas ligeras y en el manga, las tres Santas Doncellas vestían atuendos y apariencias idénticas; Queen recibió la revisión más drástica por su diseño de anime.
Angel White (エンジェル・ホワイト Enjeru Howaito?)
Seiyū: Aki Toyosaki, Erika Ugalde (español latino)
Es la hermana mayor de 18 años de las Santas Doncellas. Ella es la única de las tres que se puede considerar "normal", ya que es tranquila, religiosa, sencilla y siempre trata de analizar la situación. Ella tiene el pelo largo de color rosa vivo y ojos fucsia, usa un velo blanco y un vestido largo que deja al descubierto su escote, guantes hasta los codos, botas plateadas y se describe como hermosa sin comparación; incluso Kunai se sorprende por lo atractiva que es. White es muy desconfiada y cautelosa de la reputación de Kunai como el Señor Demonio, y se pregunta si el rumor de que el Rey Demonio Greol fue asesinado era cierto. Luego sufre un breve colapso nervioso cuando descubre que sus hermanas menores atraviesan cambios drásticos en su comportamiento, sin una razón obvia. Cuando los dos finalmente se encuentran, White se pone ansioso por saber por qué Kunai tiene la intención de investigar al Serafín, uno de los ángeles que se dice que creó el reino. Ella también está incrédula de cómo Luna, la encarnación del egoísmo, fue domesticada por Kunai tan rápido, atribuyéndolo a un lavado de cerebro. Su conversación termina en términos aparentemente amistosos, con White accediendo a esperar y ver sus logros antes de juzgarlo, pero aún sigue inquieto por cuál podría ser el objetivo final de Kunai. Cuando Kunai más tarde le regala un halo de ángel, ella confunde a Kunai con Lucifer gracias a una serie de malentendidos, y jura que lo guiará por el camino correcto. Durante este tiempo, ella desarrolla sentimientos románticos por él, pero ella misma no parece darse cuenta de ello. En la novela / manga, las tres Santas Doncellas vestían atuendos y apariencias idénticas.

### Aventureros
Mink (ミンク Minku?)
Seiyū: Chiyo Ōsaki
Una aventurera de 20 años de rango S con ojos rojos, cabello índigo largo hasta el cuello que oscurece su ojo derecho y con un vestido azul con múltiples cinturones y tirantes, coronado con un sombrero plano de ala ancha. Un vendaje envuelto alrededor de su frente cubre su ojo derecho, aunque no hay ninguna herida. Mink tiene una estatura alta y rolliza, su rostro y sus grandes pechos atraen naturalmente los ojos de los hombres. Ella sufre del síndrome de Chūnibyō (delirios de grandeza), lo que la lleva a soltar frases extravagantes. Ella tiene una pose favorita mientras lo hace, levantando su mano derecha sobre su ojo cubierto de manera dramática. Mink es muy enérgica y siempre está lista para pelear. A pesar de ser una sacerdotisa que usa el poder de la luz para purificar y curar, le gusta cantar cosas extrañas y macabras palabras que no se esperan de un sacerdote. Se la considera una "jugadora estrella", el equivalente a una celebridad. A pesar de que Organ es su compañera, Mink hace la mayor parte de la lucha mientras Organ se mantiene a distancia. Se muestra que es lo suficientemente poderosa como para defenderse de grandes grupos de satanistas e incluso de Oruit, hasta que Tron le arrojó el miasma de Hades. Su atuendo se parece más a un hábito de monja en las novelas ligeras y en el manga.
Organ (オルガン Orugan?)
Seiyū: Mao Ichimichi
Una aventurera de rango S de una edad desconocida con ojos azules, cabello magenta profundo que le llega hasta los pies descalzos, y vistiendo nada más que un bandeau marrón y un bikini, con brazaletes en sus muñecas, cuello y estómago, cubiertos por un andrajoso negro, junto una bata con interior rojo que oculta su apariencia. Parte de su piel desde las piernas hasta el lado izquierdo de su cuerpo está descolorida, y se encuentran escamas verde azulado creciendo en su mejilla izquierda y pierna derecha; esto podría ser el resultado de su herencia medio demoníaca. Organ es solitaria y apática, se mantiene en contacto solo con Mink, no se preocupa mucho por nadie más. Debido a que era débil y se volvió fuerte para protegerse, no le gusta ver a los fuertes salvando a los débiles y se pregunta por qué Mink se molesta en hacerlo. Solo Mink sabe que es un cambión. A Organ no le gusta Zero, y después de presenciarlo al salvar a Tron, otro cambión, su frustración aumentó. Aunque Zero es de raza mixta como ella, se valora a un medio dragón, mientras que se odia a un cambión. A los ojos de Organ, esta lógica no es razonable y la frustra; por eso hace todo lo posible por esconderse, cambiando constantemente de lugar, para evitar ser objeto de subyugación.
Mikan (ミカン?)
Seiyū: Hitomi Nabatame, Lucía Suárez (español latino)
Una aventurera de rango B de 17 años con piel bronceada y cabello y ojos cortos de color naranja, que encaja con su nombre. Ella viaja junto a Yukikaze, y es de naturaleza seria y directa en comparación con su amiga. Se la describe como rebelde pero amable, y tiene preferencia por la lucha de primera línea, luchando con una gran espada de dos manos. A pesar de que los dos aventureros fueron salvados por él dos veces, Mikan sigue desconfiando de Kunai debido a su título siniestro, y se opone a que Yukikaze se abra a él, pero cuando Kunai planea viajar a los territorios del norte, es Mikan quien le cuenta sobre los gremios y cómo las armas y armaduras saqueadas de las mazmorras están categorizados. Kunai luego los recluta para que lo ayuden a atravesar los territorios del norte. Lleva una armadura rota y desgarrada que deja al descubierto gran parte de sus senos, brazos y cuerpo, cubiertos por una capa verde y gafas protectoras en la cabeza; esto se cambia de un modesto atuendo rojo en las novelas ligeras y en el manga, donde ella también tiene ojos y cabello rojos.
Yukikaze (ユキカゼ?)
Seiyū: Sora Tokui, Lilian Vela (español latino)
Un aventurero de 16 años de rango B con piel pálida, cabello plateado con una cinta roja y ojos plateados, descrito repetidamente como un "chico afeminado". Viaja junto a Mikan, y es sexualmente pervertido y bromea por naturaleza en comparación con su amiga. Constantemente lanza insinuaciones obscenas, incluso en medio del peligro. Como mago, lucha usando magia de hielo y viento, acorde con su nombre. Debido a que Kunai salvó a los dos aventureros dos veces, Yukikaze está enamorado de él mientras que Mikan desconfía. Yukikaze ayuda a explicar los elementos y la vida como aventurero, e informa a Kunai que atravesar el norte es difícil debido a una campaña de guerra que está sucediendo. Se ofrece como voluntario para viajar con Kunai cuando declara su plan de ir a los territorios del norte, por lo que Kunai recluta a los dos para que lo ayuden. Yukikaze viste una falda y un bandeau negros ornamentados, botas negras holgadas y medias con tirantes, una capa morada con una parte inferior rosada y un sombrero de bruja de gran tamaño, decorado con bufandas rojas y naranjas. En las novelas ligeras y en el manga, le da una apariencia mucho más simple de una camisa suelta en blanco y negro con mangas grandes, pantalones cortos rosas y un sombrero más pequeño decorado con un botón grande con la cara de un muñeco de nieve.

### Culto satanista
Oruit (オルイッと Oruitto?)
Seiyū: Hikaru Midorikawa
Un demonio "príncipe de las tinieblas" con cabello plateado, piel pálida, pupilas rasgadas azules con esclerótica negra, y vestido con un traje negro y azul y una capa sobre sus alas negras. Es condescendiente, colecciona obras de arte y es muy rencoroso con los ángeles y los dragones. Fue convocado por un gran grupo de satanistas supervivientes como último recurso después de la derrota del demonio Carnival e hizo un breve trabajo con Killer Queen, Mount Fuji y Mink. Sin embargo, cuando Zero entró, fue rápidamente superado a pesar de su rango. Estresado ante la idea de perder tan fácilmente, ve a Tron y la hiere mortalmente en el estómago, drenándole la sangre, que él llama "apestosa y repugnante" debido a que es mestiza. Se transforma en una exagerada entidad murciélago-hellhound, pero aún es vencido por Zero. Más tarde se revela que lo que Zero mató era solo un recipiente a la imagen de Oruit, aunque todavía sentía el dolor y la humillación de la pelea. En su mansión, Oruit tiene una sirvienta que sufre la misma petrificación que el ídolo que conoció Kunai, y es molestada por otro demonio que se parece a un niño llamado Cale.
Utopia (ユートピア Yuutopia?)
Seiyū: Takehito Koyasu, Miguel de León (español latino)
El líder de los cultos satanistas, vestido con una sotana con una capucha que le cubre los ojos. Su objetivo es destruir el Reino de la Luz Sagrada y sus Doncellas Santas, la razón por la que afirma es derrocar al gobierno liderado por los lujosos y ricos del reino y crear un nuevo país que respete a todos y dé las necesidades básicas, aunque esto es todo. una mentira aprovechando el resentimiento de los pobres. Tiene un fuerte odio por los dragones, porque afirmaron ser neutrales en el pasado cuando el régimen de los demonios luchó contra el Reino de las Bestias, pero siempre intervinieron contra los demonios. Está molesto porque Zero es un medio dragón que apareció de repente, pero está más preocupado de que Kunai sea un Señor Demonio que sus miembros de los cultos no tenían la intención de convocar y pueden oponerse a él.

### Otros personajes
Yū Kirino (桐野 悠 Kirino Yū?)
Seiyū: Rina Satō
El primero de los personajes no jugables de Akira en ser invocado por Kunai; una atractiva mujer de 22 años con largo cabello negro, ojos negros y una bata de laboratorio que se desempeñó como jefa de "Nightless City" en el Infinity Game original. Se la describe como una brillante científica loca, pero también una sádica con una atracción por los niños pequeños. Su poder innato "Mano de Dios" le permite transformar sus dedos en instrumentos quirúrgicos y exterminar cualquier enfermedad y curar cualquier herida, lo que solo puede describirse como una trampa. Kunai eligió a Yu con la intención de que ella inventara una solución a su falta de resistencia mágica, así como para tener a alguien a quien confiar su situación, pero le prohibió matar para concentrarse en recopilar información. Inicialmente propone usar Nightless City, pero fue rechazado porque su mundo tenía un entorno cyberpunk y el acto de traer una fortaleza urbana a un mundo de fantasía sería demasiado. Después de curar la pierna de Aku y Kunai por felicitarla, hizo que ella experimentara felicidad por primera vez, lo que ella describe como "un creador omnisciente que reconoce mi presencia por primera vez". A partir de entonces, se enamora de Kunai y experimenta una ola de euforia cada vez que Kunai dice que cuenta con ella. En diferentes medios, su diseño y atuendo han sufrido varios cambios menores, pero la única constante es su bata de laboratorio.
Isami Tahara (田原 勇 Tahara Isami?)
Seiyū: Tomokazu Seki
El segundo de los personajes no jugables convocado por Kunai; un soldado de las fuerzas especiales de 31 años de edad con cabello castaño corto y una especialidad innata en armas de fuego. Posee 47 armas de fuego, desde pistoletes hasta fusiles de francotirador, que aparentemente tienen su propia voluntad, pueden flotar en el aire y pueden, por orden de Isami, disparar objetivos específicos o seguir y proteger a un objetivo como Aku. Aparentemente, tiene infinitas balas y tiene una actitud provocadora y burlona, y se le considera un genio vago, con una capacidad de aprendizaje rápido sin importar lo que se le obligue a hacer, y produce un resultado superior al de sus compañeros. Se nota que se lleva bien con Yu, pero en secreto le tiene miedo, ni le gusta pensar en los horrores que ella ha cometido en el pasado. Quizás el rasgo más icónico de Isami es la adoración absoluta que siente por su hermana pequeña Manami, que es mucho más joven que él, su biografía en el juego indica que se convirtió en el ayudante de Kunai para ganar dinero para sacarla a ella y a él mismo de la falta de vivienda.
Zero Kirisame (霧雨 零 Kirisame Zero?)
Seiyū: Showtaro Morikubo
Un personaje alternativo de Akira Ōno inicialmente destinado a ser un personaje de broma, pero jugado durante al menos 10 años, se lo ve por primera vez cuando Kunai se ve obligado a intercambiar avatares para salvar a Luna y Killer Queen después de que su anillo mágico lo paraliza, a costa de no poder controlar a Zero. Con su cabello y ojos plateados, cadenas de oro y una enorme bata blanca cubierta de extrañas frases y dibujos de un dragón plateado dibujado en la espalda, la presencia de Zero atrae todo tipo de atención. Es extremadamente orgulloso y arrogante, y se jacta de ser el mejor. Zero muestra una inmensa destreza física y un combate cuerpo a cuerpo con técnicas de los puños desnudos, incluida la capacidad de crear una onda de choque en forma de dragón y multiplicar su producción de daño en función de cuántas vidas había matado su enemigo. El delincuente galante es comparado con un berserker durante la batalla, sintiendo una gran alegría en una buena pelea. Su sentido de la justicia significa que no puede ignorar que los fuertes abusan de las personas débiles, especialmente las mujeres y los niños. Irónicamente, estaba programado para estar furioso por las acciones de Kunai y su Gran Imperio y es un enemigo declarado, sin saber que ahora son uno y el mismo. Después de su primer truco para salvar a Killer Queen y Luna de los satanistas y su miasma, se convirtió en el objeto del afecto eterno de Queen, y se corrió la voz de sus acciones. Se convirtió en un objetivo de preocupación para los satanistas y otros debido a que era un híbrido de medio dragón. Kunai cambiaría a Zero para salvar a Queen de los satanistas nuevamente, esta vez luchando contra el príncipe demonio Oruit. Revive a Tron del daño fatal infligido por su oponente antes de acabar con un Oruit transformado, lo que le valió un nuevo admirador. Más tarde, Tron encontraría a Kunai y reconocería por la estructura de su alma y su forma de hablar que él y Zero son la misma persona. Al igual que Kunai, Zero es bastante hablador, pero se vuelve tímido ante el contacto con las chicas. Ono / Kunai solo puede ver y experimentar el sabor amargo de su creación exagerada ganar conciencia, y está profundamente avergonzado de que alguna vez haya creado un personaje delincuente tan llamativo, pero esos rasgos son divertidamente la razón por la que Queen se siente atraída por Zero, y él mismo actúa de manera similar a Zero muchas veces sin darse cuenta. Se le representa con una motocicleta en el Infinity Game original. En el manga y en las novelas ligeras, luce un peinado diferente, una cicatriz en la mejilla y el diseño de su abrigo también cambió un poco, más notablemente el cuello.
Tron (トロン Toron?)
Seiyū: Suzuna Kinoshita
Una chica cambión con ojos rojos y cabello rubio en una larga cola de caballo en la imagen de una lolita gótica azul y negra, apareciendo aproximadamente a la misma edad que Aku. Al igual que Aku, quedó huérfana a una edad temprana y fue perseguida por el mundo que la rodeaba, por los demonios por tener sangre inmunda y por los humanos por ser mestiza. Su comportamiento melancólico se vio reforzado por el líder satanista Utopia, quien la capturó y la vio como nada más que una herramienta, ya que también la odia por ser impura. Se le encomendó la tarea de entregar una segunda versión del miasma de Hades para ayudar a los satanistas a convocar a Oruit. Cuando Zero Kirisame aparece y derrota fácilmente a Oruit, hiere mortalmente a Tron en sus entrañas y le drena la sangre para transformarse en una entidad bestial. Mientras Tron se desangra y acepta silenciosamente el final de su miserable vida, ella es revivida por completo cuando Zero le da una barra de energía mágica y se le dice que se limite a sonreír, sin importar las dificultades. Ella ha estado enamorada y admirada por Zero desde entonces. Tron puede volar libremente y puede ver el alma y las emociones de las personas a través de los colores. Es a través de esta habilidad que logra rastrear a Kunai y descubrir que él y Zero son el mismo ser. Por amor a Zero, Tron insiste en unirse a Kunai, quien después de pensar que estaría mal dejar a alguien que Zero salvó en las calles nuevamente, finalmente cede. Kunai le promete que si se porta bien y le sirve bien, no le importará llevar a Zero a verla. Ella es hasta ahora el único personaje que sabe que Zero y el Señor Demonio son uno mismo. Su diseño en el manga tiene el pelo liso desatado.
Momo (モモ?) y Kyon (キョン?)
Seiyū: Yurika Kubo (Momo); Kazusa Aranami (Kyon)
Dos conejas semihumanas, residentes del pueblo Rabby, en la provincia abandonada de Luna. Momo tiene piel bronceada, cabello negro corto y ojos marrones, con el término "-usa" como tic verbal (parte de "usagi" que significa "conejo"), mientras que Kyon tiene cabello azul claro y ojos marrón, y tiene el término "-pyon" como un tic verbal (onomatopeya japonesa para saltar); hacen esto porque los Bunnies están condicionados a hablar de esa manera con los humanos que los desprecian. Los dos amigos, junto con los otros residentes de la aldea, están abrumadoramente agradecidos con Kunai por mejorar su ciudad y prometen mantener en secreto la fuente de sus contribuciones. Momo y Kyon luego son empleados por Kunai para ayudar a saludar a los visitantes y administrar el complejo de aguas termales.
Mount Fuji (マウント・フジ Maunto Fuji?)
Seiyū: Tetsu Inada
El segundo al mando de Killer Queen y el seguidor más devoto; que hace referencia visual al personaje Zangief de la serie de videojuegos de lucha Street Fighter. Por lo general, lleva el arsenal de Queen a la espalda, como su espada o su martillo Holy Sigma. Cuando se da cuenta de que Queen actúa dócilmente con Zero, hace un escupitajo, a lo que Queen susurra con enojo que sería ejecutado si alguna vez reconoce lo que acaba de ver.
Iei (イエイ?)
Seiyū: Natsuko Kuwatani
La dueña de 45 años de la taverna Noma Noma. Está bien formada y tiene una naturaleza ruidosa, amigable y bulliciosa, y muchos jóvenes aventureros como Yukikaze y Mikan la ven como una figura maternal. Ella cuida a sus clientes y conoce a muchos de ellos a nivel personal, y se destaca por administrar la taberna y sus clientes habituales con gran eficiencia. Ella y todos los aventureros de Noma Noma invitan a Kunai a comer y beber por derrotar al Carnival cuando Yukikaze y Mikan lo llevan allí.
Ebifry Butterfly (エビフライ・バタフライ Ebifurai Batafurai?)
Seiyū: Kimiko Saitō
Una figura central entre la nobleza del reino, Ebifry tiene la mayor influencia de todas las mujeres nobles. Luna se refiere a ella como "Señora". Su grande y obeso cuerpo está adornado con tal decoración y vestimenta que deja claro a los ojos que ella es rica. Tal es la influencia que irradia que asusta a otros nobles, y su habilidad en la política y la socialización le permite controlar a las esposas de la nobleza con manos de hierro. Ebifry tiene envidia, ya que cuando era pequeña siempre la acosaban por ser obesa. También es orgullosa y sociable, a pesar de su pasado, se ha convertido en una mujer fuerte y amenazante. Es a través de esta educación que le permitió no inmutarse por el título de Señor Demonio de Kunai cuando se conocieron por primera vez. Después de enterarse por Luna de que Ebifry es uno de los mayores poderes sociales del reino, Kunai propone perspectivas de renovar la provincia de Luna para ganarse su confianza, aprovechando su preocupación por su apariencia. Ella siente curiosidad por el mensaje que Kunai está tratando de enviar y después de presenciar la curación de la ceguera de Commando Sambo y experimentar los diversos tipos de baños en el resort de aguas termales, toma la decisión de mudarse del reino y tener residencia permanente en el pueblo Rabby, un movimiento que conmociona a toda la clase alta. Tiene una relación amarga con su hermana, Kakifry.

## Medios

### Novelas ligeras
Futabasha comenzó a publicar desde junio de 2017 bajo su sello Monster Bunko, ilustrado por Kōji Ogata. Se han publicado tres volúmenes entre junio de 2017 y junio de 2018. Una segunda edición revisada de las novelas ligeras, ilustrada por Makoto Iino, comenzó a publicarse bajo la etiqueta M Novels de Futabasha a partir de octubre de 2018.

#### Lista de volúmenes (Primera edición)
| N.º | Fecha de lanzamiento  | ISBN original          |
| --- | --------------------- | ---------------------- |
| 1   | 30 de junio de 2017   | ISBN 978-4-575-75141-3 |
| 2   | 30 de octubre de 2017 | ISBN 978-4-575-75166-6 |
| 3   | 30 de junio de 2018   | ISBN 978-4-575-75194-9 |

#### Lista de volúmenes (Segunda edición)
| N.º | Fecha de lanzamiento    | ISBN original          |
| --- | ----------------------- | ---------------------- |
| 1   | 22 de octubre de 2018   | ISBN 978-4-575-24115-0 |
| 2   | 15 de febrero de 2019   | ISBN 978-4-575-24147-1 |
| 3   | 30 de mayo de 2019      | ISBN 978-4-575-24178-5 |
| 4   | 30 de agosto de 2019    | ISBN 978-4-575-24202-7 |
| 5   | 29 de febrero de 2020   | ISBN 978-4-575-24147-1 |
| 6   | 31 de agosto de 2020    | ISBN 978-4-575-24314-7 |
| 7   | 27 de febrero de 2021   | ISBN 978-4-575-24314-7 |
| 8   | 29 de noviembre de 2021 | ISBN 978-4-575-24472-4 |

### Manga
Una adaptación al manga con ilustraciones de Amaru Minotake ha sido serializada a través de la publicación digital Web Comic Action de Futabasha desde octubre de 2017. Se ha recopilado en cinco volúmenes de tankōbon. Amaru Minotake continuó el manga renovado bajo el título Demon Lord, Retry! R en 2020, con el primer volumen publicado en julio. A partir de enero de 2023, se han publicado otros siete volúmenes.

#### Lista de volúmenes
| N.º | Fecha de lanzamiento    | ISBN original          |
| --- | ----------------------- | ---------------------- |
| 1   | 30 de marzo de 2018     | ISBN 978-4-575-41023-5 |
| 2   | 30 de agosto de 2018    | ISBN 978-4-575-41032-7 |
| 3   | 30 de enero de 2019     | ISBN 978-4-575-41046-4 |
| 4   | 28 de junio de 2019     | ISBN 978-4-575-41063-1 |
| 5   | 28 de diciembre de 2019 | ISBN 978-4-575-41095-2 |

#### Demon Lord, Retry! R
| N.º | Fecha de lanzamiento    | ISBN original          |
| --- | ----------------------- | ---------------------- |
| 1   | 30 de julio de 2020     | ISBN 978-4-575-41132-4 |
| 2   | 28 de diciembre de 2020 | ISBN 978-4-575-41189-8 |
| 3   | 30 de julio de 2021     | ISBN 978-4-575-41258-1 |
| 4   | 14 de enero de 2022     | ISBN 978-4-575-41346-5 |
| 5   | 15 de julio de 2022     | ISBN 978-4-575-41458-5 |
| 6   | 13 de enero de 2023     | ISBN 978-4-575-41571-1 |
| 7   | 30 de agosto de 2023    | ISBN 978-4-575-41717-3 |

### Anime
Una adaptación al anime fue producida por el estudio Ekachi Epilka se emitió del 4 de julio al 19 de septiembre de 2019 en Tokyo MX y BS Fuji. La serie está dirigida por Hiroshi Kimura, con Ōka Tanisaki a cargo de la composición de la serie y Chiyo Nakayama diseñó los personajes. Kaori Ishihara interpretó el tema de apertura de la serie "Tempest", mientras que Haruka Tōjō interpretó el tema de cierre de la serie "New". Funimation ha licenciado la serie. Tras la adquisición de Crunchyroll por parte de Sony, la serie se trasladó a Crunchyroll obteniendo la licencia de la serie fuera de Asia. El episodio 12 terminó diciendo: "¡Continuará!"
Una adaptación al anime del manga Maō-sama, Retry! R se anunció el 21 de agosto de 2023. Más tarde se reveló que era una serie de televisión producida por Gekkō y dirigida por Kazuomi Koga, con composición de serie de Katsuhiko Takayama, diseños de personajes de Minori Homura y música de Supa Love. Su estreno está previsto para octubre de 2024 en Tokyo MX, BS Fuji, BS NTV y RKB. Crunchyroll obtuvo la licencia de la segunda temporada fuera de Asia.
El 10 de enero de 2025, la primera temporada de la serie tuvo un doblaje en español latino, el cual fue estrenado por Crunchyroll.